# Petr Cetkovský
Petr Cetkovský (* 1. dubna 1959) je český hematolog s odborným zaměřením na akutní leukémie, poruchy hemostázy, transplantace kmenových buněk krvetvorby a intenzivní hematologickou léčbu.

## Život
V roce 1984 absolvoval všeobecné lékařství na Lékařské fakultě v Plzni Univerzity Karlovy (titul MUDr.). V roce 1987 získal atestaci 1. stupně, v roce 1993 nástavbovou atestaci z hematologie a transfuzního lékařství. V roce 2002 ukončil na Lékařské fakultě Masarykovy univerzity (LF MU) v Brně postgraduální studium onkologie (titul Ph.D.). V roce 2004 habilitoval v oboru vnitřního lékařství na 1. lékařské fakultě UK v Praze, v roce 2010 získal titul MBA na americké Auburn University a v roce 2012 byl jmenován profesorem onkologie na LF MU.
Od července 2013 vede Ústav hematologie a krevní transfuze.